# Черневский, Борис Иванович
Борис Иванович Черневский (1870—неизвестно) — русский военный деятель, полковник (1915). Герой Первой мировой войны.

## Биография
В 1887 году после получения образования в Константиновском Севастопольском реальном училище, поступил в Михайловское артиллерийское училище по окончании которого в 1890 году был произведён в подпоручики и выпущен в 12-ю артиллерийскую бригаду. В 1894 году произведён в поручики, в 1898 году в штабс-капитаны, в 1902 году в капитаны.
С 1905 года назначен командиром 22-го Восточно-Сибирского артиллерийского парка. В 1910 году после окончания Офицерской артиллерийской школы был произведён в подполковники с назначением командиром 4-й батареи 17-й артиллерийской бригады и 2-й батареи 42-й артиллерийской бригады.
С 1914 года участник Первой мировой войны во главе 2-й батареи 42-й артиллерийской бригады. В 1915 году за отличие в делах против неприятеля был произведён в чин полковника. С 1916 года — командир 2-го дивизиона 57-й артиллерийской бригады 57-й пехотной дивизии, воевал в составе 10-й армии Северо-Западного фронта.

Высочайшим приказом от 19 мая 1915 года за храбрость был награждён орденом Святого Георгия 4-й степени: 
За то, что 13 августа 1914 года у д. Княже, попав в сферу действительного ружейного огня противника, занял позицию, заставил замолчать батареи противника и сбил пулемёт, поражавший нашу пехоту; огнём своей батареи способствовал отбитию неоднократных атак противника, а когда наши цепи сошлись с противником и стрельба становилась невозможной, благодаря близости цепей пехоты к батарее, под огнём снялся с позиции и отвёл свою батарею назад и начал вновь поражать неприятельскую пехоту, парализуя этим все её попытки к наступлению

Высочайшим приказом от 24 января 1917 года за храбрость награждён Георгиевским оружием: 
За то, что будучи в чине подполковника и командуя 2-й батареей 42-й артиллерийской бригады в боях 25, 26 и 27 апреля 1915 года на позиции на высоте 252, что восточнее с.с. Вивиурка, Жураковска Воля, находясь на передовом наблюдательном пункте, на линии пехотных цепей, под сильным ружейным и пулемётным огнём, давал точные указания для стрельбы своей батареи, чем много способствовал отбитию атак, нанеся противнику огромные потери

## Награды
- Орден Святой Анны 3-й степени (ВП 1908)
- Орден Святого Станислава 2-й степени с мечами (10.12.1911; Мечи — ВП 15.08.1916)
- Орден Святого Владимира 4-й степени с мечами и бантом (ВП 27.02.1915)
- Орден Святой Анны 2-й степени с мечами (ВП 11.05.1915)
- Орден Святого Георгия 4-й степени (ВП 19.05.1915)
- Георгиевское оружие (ВП 24.01.1917)